# لاوتارو مارتينيز
لاوتارو خافيير مارتينيز (تلفظ بالإسبانية: ‎/lau̯ˈtaɾo maɾˈtines/‏؛ مواليد 22 أغسطس 1997) هو لاعب كرة قدم أرجنتيني يلعب في مركز الهجوم مع نادي إنتر ميلان في الدوري الإيطالي و‍المنتخب الأرجنتيني.
بدأ مسيرته الكروية في وطنه الأرجنتين حيث شارك لأول مرة في عام 2015 مع راسينغ كلوب. هناك قضى أربعة مواسم ومثل النادي في الدوري وكوبا ليبرتادوريس، وسجل 27 هدفاً في 60 مباراة قبل انضمامه إلى الإنتر في عام 2018.
كما مثل مارتينيز سابقًا الأرجنتين على مستويات الشباب المختلفة وشارك في بطولة كوبا أمريكا تحت 20 سنة 2017 وكأس العالم تحت 20 سنة 2017. شارك لأول مرة مع المنتخب الأول في عام 2018، ومثل الفريق الأول في كوبا أمريكا 2019، وساعد منتخبه على الحصول على المركز الثالث في المسابقة، وفاز بنسخة 2021 من البطولة.

## مسيرته الكروية

### بدايته المبكرة
وُلد مارتينيز في باهيا بلانكا على خطى والده ليصبح لاعب كرة قدم محترف، وينضم إلى نادي لينيرز باهيا بلانكا المحلي، الذي تفوق معه على مستوى الناشئين تحت 17 سنة. في عام 2013، سجل 13 هدفًا في الدوري تحت 17 عامًا وسجل هدف في نهائي الكأس الوطني، على الرغم من أن لينيرز خسر في النهاية بركلات الترجيح أمام روزاريو.

### إنتر ميلان
انضم مارتينيز رسمياً إلى إنتر ميلان في 4 يوليو 2018 مقابل 22.7 مليون يورو ووقع عقدًا مدته خمس سنوات مع النادي. شارك لأول مرة بشكل غير رسمي بعد عشرة أيام وسجل في المباراة الودية التي انتهت 3–0 على النادي السويسري لوغانو. شارك كأساسي لأول مرة في 19 أغسطس في مباراة الخسارة 1–0 أمام ساسولو في أسبوع الافتتاح. سجل أول هدف له في الدوري ضد كالياري، في مباراة الفوز 2–0 في سان سيرو في 29 سبتمبر.
سجل مارتينيز أول هدف أوروبي له في 14 فبراير 2019، حيث سجل من ركلة جزاء ليساعده إنتر في الفوز على رابيد فيينا، في مباراة الذهاب من دور الـ32 في الدوري الأوروبي 2018–19. بعد هذه المباراة، شارك في جميع المباريات، مستفيدًا من منع ماورو إيكاردي من المشاركة لأسباب شخصية. في أول مباراة له في ديربي ديلا مادونينا ضد الغريم ميلان، صنع مارتينيز هدف ماتياس فيسينو بالرأس قبل أن يسجل من ركلة جزاء في الشوط الثاني، مما ساعد إنتر على الفوز 3–2.
في 2 أكتوبر 2019، سجل مارتينيز هدفه الأول في دوري أبطال أوروبا في مباراة الهزيمة خارج أرضه 2–1 أمام برشلونة في مرحلة المجموعات؛ أصبح أول لاعب منذ روبيرتو بونينسيغنا في 1970 يسجل في كامب نو لصالح الإنتر. في وقت لاحق من المسابقة، من خلال تسجيله لهدفين في مباراة الفوز خارج أرضه على سلافيا براغ 3–1، وصل مارتينيز إلى نقطتين هامتين: لقد أصبح رابع لاعب من الإنتر (بعد هرنان كرسبو في 2002، وكريستيان فيرير في 2003، وصامويل إيتو في 2010) واللاعب الأرجنتيني الخامس (بعد هيرنان كريسبو في 2002، وليونيل ميسي في ست مناسبات، وسيرخيو أغويرو في 2019 وإزيكييل لافيتزي في 2013) سجل في أربع مباريات متتالية في دوري أبطال أوروبا. في 17 أغسطس 2020، سجل مارتينيز ثنائية في الفوز 5–0 على شاختار دونيتسك ليبلغ نهائي الدوري الأوروبي 2020.

### الفئات السنية

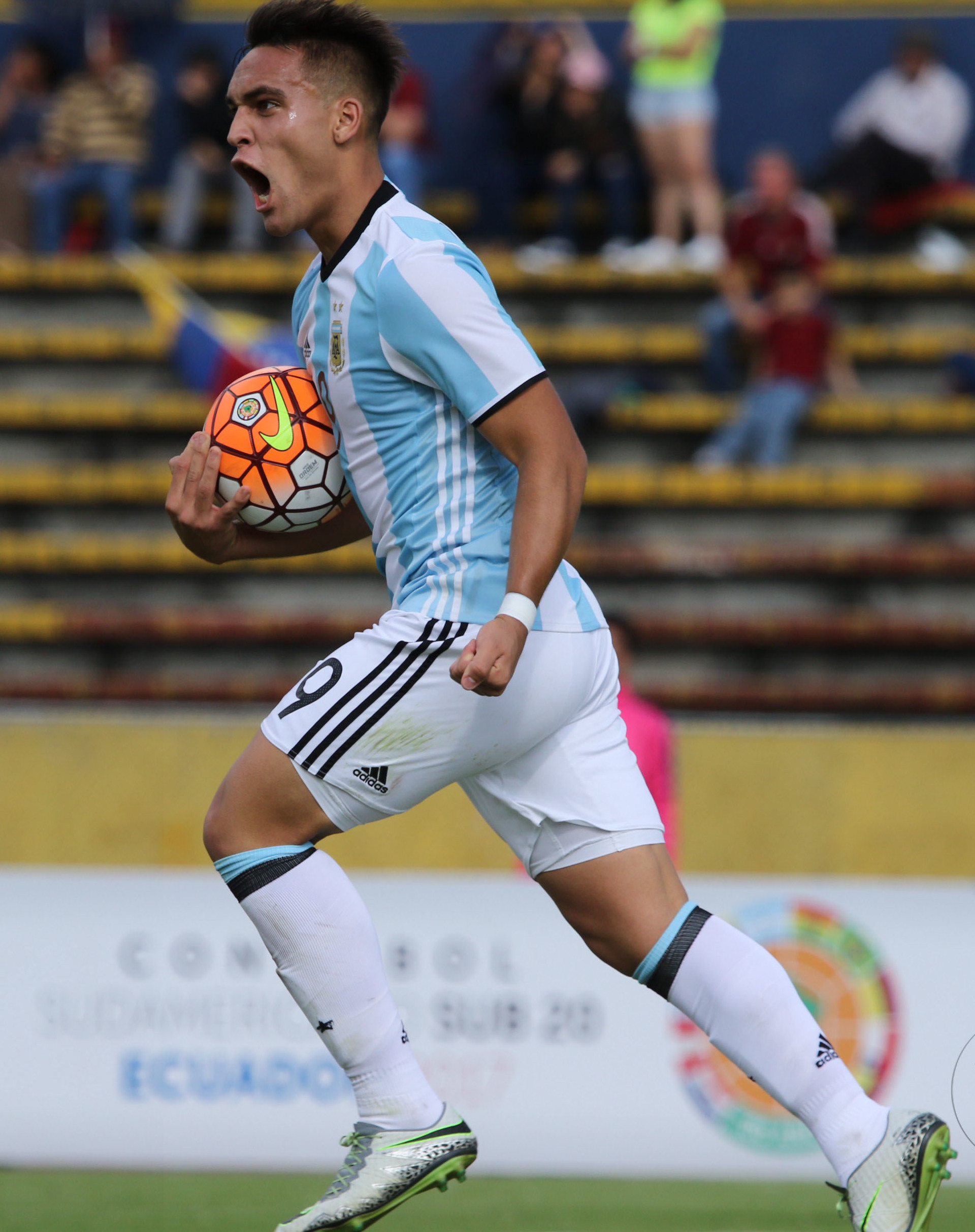
مارتينيز يلعب مع الأرجنتين تحت 20 سنة في بطولة أمريكا الجنوبية للشباب تحت 20 سنة 2017

## مسيرته الدولية

### المنتخب الأول
في 12 مارس 2018، تلقى مارتينيز أول استدعاء له للمنتخب الأول في مباراتين وديتين ضد إيطاليا و‍إسبانيا. شارك لأول مرة ضد الأخير في 27 مارس، حيث دخل كبديل عن غونزالو هيغواين في مباراة الهزيمة 6–1. في مايو 2018، تم اختياره ضمن تشكيلة الأرجنتين الأولية المشاركة في كأس العالم 2018 في روسيا، لكن تم الاستغناء عنه في القائمة النهائية. في وقت لاحق من ذلك العام، شارك لأول مرة في المباراة الودية التي انتهت بالفوز 4–0 على العراق سجل خلالها أول هدف دولي له. في مايو 2019، تم ضم مارتينيز من قبل المدير الفني ليونيل سكالوني في تشكيلة الأرجنتين المكونة من 23 لاعبًا للمشاركة في كوبا أمريكا 2019. في مباراة المجموعات الأخيرة للأرجنتين ضد قطر في 23 يونيو، سجل الهدف الافتتاحي في الفوز 2–0، مما مكنهم من التقدم إلى مراحل خروج المغلوب من المنافسة. وفي مرحلة دور الـ8 في 28 يونيو، سجل الهدف الأول بالكعب الهدف الافتتاحي في الفوز 2–0 على فنزويلا مما جعل الأرجنتين تصل إلى نصف النهائي من البطولة.
في 10 سبتمبر 2019، سجل مارتينيز أول هاتريك دولي له في مباراة ودية ضد المكسيك، والتي فازت بها الأرجنتين 4–0.
في 28 يونيو 2021، سجل الهدف الأخير للأرجنتين في الفوز 4–1 على بوليفيا في المباراة النهائية لمنتخب بلاده في مجموعات كوبا أمريكا 2021. في 3 يوليو، سجل الهدف الثاني في الفوز 3–0 على الإكوادور في ربع نهائي المسابقة. في 6 يوليو، سجل مارتينيز الهدف الافتتاحي بالتعادل 1–1 في الدور نصف النهائي ضد كولومبيا؛ في وقت لاحق سجل ركلة جزاء في فوز الأرجنتين بركلات الترجيح 3–2 ليتأهلوا إلى النهائي.

## الإحصائيات

### النادي
آخر تحديث 22 مايو 2022.
| النادي      | الموسم   | الدوري            | الدوري | الدوري  | الكأس  | الكأس   | قاري   | قاري    | أخرى   | أخرى    | المجموع | المجموع |
| النادي      | الموسم   | الدرجة            | الظهور | الأهداف | الظهور | الأهداف | الظهور | الأهداف | الظهور | الأهداف | الظهور  | الأهداف |
| ----------- | -------- | ----------------- | ------ | ------- | ------ | ------- | ------ | ------- | ------ | ------- | ------- | ------- |
| راسينغ كلوب | 2015     | الدوري الأرجنتيني | 1      | 0       | 0      | 0       | 0      | 0       | —      | —       | 1       | 0       |
| راسينغ كلوب | 2016     | الدوري الأرجنتيني | 3      | 0       | 1      | 0       | 0      | 0       | —      | —       | 4       | 0       |
| راسينغ كلوب | 2016–17  | الدوري الأرجنتيني | 23     | 9       | 0      | 0       | 5      | 0       | —      | —       | 28      | 9       |
| راسينغ كلوب | 2017–18  | الدوري الأرجنتيني | 21     | 13      | 0      | 0       | 6      | 5       | —      | —       | 27      | 18      |
| راسينغ كلوب | المجموع  | المجموع           | 48     | 22      | 1      | 0       | 11     | 5       | —      | —       | 60      | 27      |
| إنتر ميلان  | 2018–19  | الدوري الإيطالي   | 27     | 6       | 2      | 2       | 6      | 1       | —      | —       | 35      | 9       |
| إنتر ميلان  | 2019–20  | الدوري الإيطالي   | 35     | 14      | 3      | 0       | 11     | 7       | —      | —       | 49      | 21      |
| إنتر ميلان  | 2020–21  | الدوري الإيطالي   | 38     | 17      | 4      | 1       | 6      | 1       | —      | —       | 47      | 19      |
| إنتر ميلان  | 2021–22  | الدوري الإيطالي   | 35     | 21      | 0      | 0       | 0      | 0       | 0      | 0       | 0       | 0       |
| إنتر ميلان  | المجموع  | المجموع           | 135    | 58      | 9      | 3       | 23     | 9       | 0      | 0       | 132     | 49      |
| الإجمالي    | الإجمالي | الإجمالي          | 185    | 80      | 10     | 3       | 34     | 14      | 0      | 0       | 192     | 76      |

1. ↑  المباريات في كوبا سود أمريكانا
2. ↑  المباريات في كوبا ليبرتادوريس
3. ↑  ثلاث مباريات في دوري أبطال أوروبا، ثلاث مباريات وهدف واحد في الدوري الأوروبي
4. ↑  ست مباريات وخمس أهداف في دوري أبطال أوروبا، خمس مباريات وهدفين في الدوري الأوروبي
5. ↑  المباريات في دوري أبطال أوروبا

### المنتخب
آخر تحديث 10 يوليو 2021.
| المنتخب الوطني | العام   | الظهور | الأهداف |
| -------------- | ------- | ------ | ------- |
| الأرجنتين      | 2018    | 4      | 1       |
| الأرجنتين      | 2019    | 13     | 8       |
| الأرجنتين      | 2020    | 4      | 2       |
| الأرجنتين      | 2021    | 8      | 3       |
| المجموع        | المجموع | 29     | 14      |

### الأهداف الدولية
آخر تحديث 10 يوليو 2021.
قائمة الأهداف والنتائج مع منتخب الأرجنتين الأول
| #  | التاريخ        | المكان                                               | الخصم     | الهدف | النتيجة | المسابقة               |
| -- | -------------- | ---------------------------------------------------- | --------- | ----- | ------- | ---------------------- |
| 1  | 11 أكتوبر 2018 | ملعب الأمير فيصل بن فهد، الرياض، السعودية            | العراق    | 1–0   | 4–0     | ودية                   |
| 2  | 22 مارس 2019   | ملعب ميتروبوليتانو، مدريد، إسبانيا                   | فنزويلا   | 1–2   | 1–3     | ودية                   |
| 3  | 7 يونيو 2019   | ملعب سان خوان ديل بايكينتيناريو، سان خوان، الأرجنتين | نيكاراغوا | 3–1   | 5–1     | ودية                   |
| 4  | 7 يونيو 2019   | ملعب سان خوان ديل بايكينتيناريو، سان خوان، الأرجنتين | نيكاراغوا | 4–1   | 5–1     | ودية                   |
| 5  | 23 يونيو 2019  | ملعب غريميو، بورتو أليغري، البرازيل                  | قطر       | 1–0   | 2–0     | كوبا أمريكا 2019       |
| 6  | 28 يونيو 2019  | ملعب ماراكانا، ريو دي جانيرو، البرازيل               | فنزويلا   | 1–0   | 2–0     | كوبا أمريكا 2019       |
| 7  | 10 سبتمبر 2019 | ملعب ألامودومي، سان أنطونيو، الولايات المتحدة        | المكسيك   | 1–0   | 4–0     | ودية                   |
| 8  | 10 سبتمبر 2019 | ملعب ألامودومي، سان أنطونيو، الولايات المتحدة        | المكسيك   | 2–0   | 4–0     | ودية                   |
| 9  | 10 سبتمبر 2019 | ملعب ألامودومي، سان أنطونيو، الولايات المتحدة        | المكسيك   | 4–0   | 4–0     | ودية                   |
| 10 | 13 أكتوبر 2020 | ملعب هيرناندو سيليس، لاباز، بوليفيا                  | بوليفيا   | 1–1   | 2–1     | تصفيات كأس العالم 2022 |
| 11 | 17 نوفمبر 2020 | ملعب بيرو الوطني، ليما، بيرو                         | بيرو      | 2–0   | 2–0     | تصفيات كأس العالم 2022 |
| 12 | 28 يونيو 2021  | أرينا بنتانال، كويابا، البرازيل                      | بوليفيا   | 4–1   | 4–1     | كوبا أمريكا 2021       |
| 13 | 3 يوليو 2021   | ملعب بيدرو لودوفيكو الأولمبي، غويانيا، البرازيل      | الإكوادور | 2–0   | 3–0     | كوبا أمريكا 2021       |
| 14 | 6 يوليو 2021   | ملعب ماني غارينشا الوطني، برازيليا، البرازيل         | كولومبيا  | 1–0   | 1–1     | كوبا أمريكا 2021       |

## الإنجازات
إنتر ميلان
- الدوري الإيطالي: 2020–21[33]، 2023–24
- كأس إيطاليا: 2021–22، 2022–23
- كأس السوبر الإيطالي: 2021، 2022، 2023.
- دوري أبطال أوروبا الوصيف: 2022–23، 2024–25

الأرجنتين
- كأس العالم: 2022[34]
- كوبا أمريكا: 2021[35]، 2024
- كأس الأبطال كونميبول–يويفا: 2022[36]

الفردية
- تشكيلة الموسم في الدوري الأوروبي: 2019–20[37]

## وصلات خارجية
- لاوتارو مارتينيز على موقع الاتحاد الأوربي (الإنجليزية)
- لاوتارو مارتينيز على موقع قاعدة بيانات كرة القدم.إي يو (الإنجليزية)
- لاوتارو مارتينيز على موقع ليكيب (الفرنسية)
- لاوتارو مارتينيز على موقع ناشيونال فوتبول تيمز (الإنجليزية)
- لاوتارو مارتينيز على موقع Soccerbase.com (لاعب) (الإنجليزية)
- لاوتارو مارتينيز على موقع Soccerway.com (الإنجليزية)
- لاوتارو مارتينيز على موقع عالم كرة القدم.نت (الإنجليزية)
- لاوتارو مارتينيز على موقع AS.com (الإسبانية)